# Ophiomyia vignivora
Ophiomyia vignivora är en tvåvingeart som beskrevs av Spencer 1973. Ophiomyia vignivora ingår i släktet Ophiomyia och familjen minerarflugor.
Artens utbredningsområde är Pakistan. Inga underarter finns listade i Catalogue of Life.